# 常营地区
常营地区是中华人民共和国北京市朝阳区的一个地区办事处，同时保留常营回族乡名称，其行政事务机构实行“一套人马，两块牌子”的体制，地区办事处与乡政府合署办公。明朝回族大将常遇春北攻元大都，曾在本地屯兵，故名常营，1958年人民公社时期曾将“常营”改为“长营”，1984年6月恢复常营之名。建于明朝正德年间的常营清真寺有500多年历史。
常营地区位于市绿化隔离地区范围内。东邻通州区邓家窑村，西与平房地区黄渠村接壤，南邻管庄地区，北与金盏乡和东坝地区相邻。面积9.3平方公里，有常营、五里桥、草房、东十里堡4个自然村，人口1.1万，其中回族0.7万人，常营常姓回族有家谱延续到常遇春。

## 下辖社区
常营地区目前下辖的社区有：
荟万鸿社区、鑫兆佳园社区、万象新天社区、常营民族家园社区、连心园社区、苹果派社区、常营福第社区、畅心园社区、常营保利社区、丽景园社区、住欣家园社区、东方华庭社区、鑫兆佳园北社区、万象新天北社区、燕保汇鸿家园社区、燕保常营家园社区、和锦园社区、富力阳光美园社区、常营民族家园西社区、北京像素北区治理委员会社区、北京像素南区治理委员会社区。